# 马得
马得（1969年1月22日—）是中國观念艺术家，装置艺术家，摄影家。

## 生平
出生于江苏苏州，1994年苏州大学艺术学院装潢专业毕业，1995年开始从事观念影像艺术创作至今。1999年苏州大学设计艺术学研究生毕业。2008开始装置艺术创作至今。 2007年开始从事装置创作。在创作中，马得总是试图发掘现成品艺术与装置艺术的内在有机联系，也正是因此，其创作总能被艺术家注入更多的时间、空间和生命的要素，让观者在解读作品的同时更多地获得自我的生命体验。

## 經歷
- 1999年 创作实验作品“展览——展览”，关注影象记录的另外可能性及方式；
- 1999 年开始关注摄影本体的问题，以实验作品“时间和速度”为代表，对自然（自发）地运动着的物与人，作一特定的速度记录，留下的影像轨迹，有别于通常意义上的摄影和绘画作品，乃至直觉的经验。它属于一种现象学意义上自我呈现和一种特殊角度中的人文关怀。正是在这种双重性的体验及其还原过程中，人类主体实现了它的自我满足与超越；
- 1999年創作主观影象作品“螺钉1”和主观风光和植物系列；
- 2002年接触印象的实验作品一组，探讨相纸和物体直接接触后光学，化学反应的影象可能性，以及心理暗示。
- 2006年拍摄建筑和工厂，意在探讨构成在现代影象中的意义和地位；
- 2007年摄影作品 “30CM”系列创作完成。
- 2007年创作作品“自大”系列。
- 2007年开始装置艺术创作。
- 2008年在北京798舉辦《你和我》世纪翰墨。
- 2008年在北京和上海m50舉辦《马得作品展》。
- 2009年《中德青年艺术家装置展 》策展人。
- 2013年成立中国国际当代装置艺术学术论坛官方网站並任负责人。
- 2013年在10月19日，“2013首届中国国际装置艺术学术论坛暨马得作品展”在北京798艺术区圣之空间举办。

## 外部連結
- 马得官方网站 （页面存档备份，存于）
- 马得呈现十件新装置作品
- 首届中国国际装置艺术学术论坛暨马得作品展开幕 （页面存档备份，存于）
- 首届装置艺术学术论坛暨马得作品展开幕  （页面存档备份，存于）